# HD145102
HD145102 — хімічно пекулярна зоря спектрального класу B9, що має видиму зоряну величину в смузі V приблизно  6,6.
Вона  розташована на відстані близько 569,2 світлових років від Сонця.

## Пекулярний хімічний склад
Зоряна атмосфера HD145102 має підвищений вміст 
Si
.

## Магнітне поле
Спектр даної зорі вказує на наявність магнітного поля у її зоряній атмосфері.
Напруженість повздовжної компоненти поля оціненої з аналізу
становить  280,8± 190,7 Гаус.